# Mercè Montalà
Mercè Montalà (Barcelona, 31 d'agost de 1958) és una actriu de teatre, televisió i doblatge catalana.
Després d'estudiar interpretació, va donar els seus primers passos en el món del teatre i l'any 1974 va representar la seva primera obra La casa de los balcones. Després de passar per MK3 Ràdio i de fer diversos cursos, l'any 1987 va arribar al camp del doblatge. Després d'interpretar onze petits papers, el seu primer paper protagonista va arribar a la pel·lícula Connexió tequila (1988), posant la veu de Michelle Pfeiffer, a qui també va doblar en pel·lícules com Stardust.
Des d'aleshores, ha tingut l'oportunitat de doblar actrius de l'escena cinematogràfica internacional en català i en castellà com Emma Thompson, Annette Bening (per exemple a Coneixent la Julia i La gavina), Sharon Stone (a Instint bàsic), Uma Thurman (Pulp Fiction) Catherine Zeta-Jones o Julia Roberts, a la que més ha doblat. A Roberts, la va doblar per primera vegada, a Magnòlies d'acer i llavors a Pretty Woman, La boda del meu millor amic, Erin Brockovich i Duplicity, entre moltes altres. També ha posat veu a Meryl Streep a Mamma Mia! i Els arxius del Pentàgon. Ha rebut diversos premis, el més rellevant és el premi Take a la millor actriu de doblatge l'any 2019. A banda del doblatge de sèries i pel·lícules, ha locutat diverses campanyes publicitàries.
Al teatre, ha aparegut en muntatges com Un fràgil equilibri, d'Edward Albee (dirigida per Mario Gas) o L'habitació de Verònica, d'Ira Levin (dirigida per Héctor Claramunt). A televisió ha fet papers a sèries com El Príncipe, La duquesa II, Sé quién eres i sèries de TV3 com El cor de la ciutat (on interpretava el personatge d'Àngela Monfort), Nissaga de poder (fent de Lídia Turó), Secrets de família, Estació d’enllaç i Com si fos ahir.
És la mare de la també actriu Irene Montalà.